# تشارلز فيلبس تافت
تشارلز فيلبس تافت (بالإنجليزية: Charles Phelps Taft) (و. 1843 – 1929 م) هو سياسي، ومحام من الولايات المتحدة الأمريكية ولد في سينسيناتي، أوهايو.
وهو عضو في الحزب الجمهوري .

## التعليم
تعلم في جامعة ييل، وأكاديمية فليبس.